# نادر أفونسو
نادر أفونسو (بالبرتغالية: Nadir Afonso‏) هو مهندس معماري ورسام برتغالي، ولد في 4 ديسمبر 1920 في تشافيس في البرتغال، وتوفي في 11 ديسمبر 2013 في كاشكايش في البرتغال بسبب قصور القلب.

## وصلات خارجية
- الموقع الرسمي